# Parks and Recreation
Parks and Recreation è una serie televisiva statunitense prodotta dal 2009 al 2015 e trasmessa su NBC.
Realizzata con la tecnica del falso documentario, la serie racconta di un gruppo di persone che lavorano al dipartimento per la manutenzione dei parchi pubblici.
Parks and Recreation faceva parte della programmazione "Comedy Night Done Right" della NBC durante il blocco in prima serata del giovedì sera. La serie ha ricevuto recensioni contrastanti durante la sua prima stagione (compresi i confronti con The Office, una sitcom prodotta anche da Greg Daniels), ma dopo un riavvicinamento al tono e al formato, la seconda e le successive stagioni sono state ampiamente acclamate.
In Italia è stata trasmessa in prima visione assoluta dal 6 gennaio 2012 su Joi.

## Trama
La protagonista della serie è Leslie Knope, vicedirettrice del Parks and Recreation Department (il dipartimento che si occupa della manutenzione di parchi e aree pubbliche) nella città fittizia di Pawnee, Indiana. Il carattere ottimista ed entusiasta di Leslie si scontra spesso con quello ben diverso dei suoi colleghi, dal sarcastico Tom Haverford, all'urbanista Mark Brendanawicz, al capo-dipartimento con un'ottica antigovernativa Ron Swanson, all'apatica stagista April Ludgate. La migliore amica di Leslie è l'infermiera Ann Perkins, conosciuta durante una pubblica assemblea durante la quale ha protestato contro la presenza di un'enorme buca nei pressi della sua casa, in cui è caduto e ha riportato fratture a entrambe le gambe il fidanzato Andy Dwyer.

### Prima stagione
Durante un incontro con la cittadinanza tenuto da Leslie Knope e da Tom Haverford, Ann Perkins chiede il riempimento di un grosso scavo dietro la sua casa -scavo precedentemente cantiere edilizio, ma ormai abbandonato- specialmente dal momento che il suo fidanzato, l'infantile Andy Dwyer, si è rotto entrambe le gambe cadendoci dentro. Leslie, sentendosi messa alla prova, le promette che trasformerà lo scavo in un parco, a dispetto della resistenza del direttore del dipartimento, Ron Swanson, un libertario contro il governo. Il pianificatore territoriale, Mark Brendanawicz, per il quale Leslie prova dei sentimenti, inizialmente insiste che il progetto sia irrealizzabile a causa della burocrazia, tuttavia poi segretamente convincerà Ron ad approvare il progetto. Leslie e il suo staff, composto da Tom Haverford e dall'apatica stagista April Ludgate, provano a suscitare l'interesse della comunità per il progetto, trovando però una certa resistenza. Più avanti Ann si infuria con Andy, dopo aver scoperto che quest'ultimo le ha mentito sulla durata della sua guarigione, in modo che lei continuasse a servirlo. Nel frattempo, un ubriaco Mark porta Leslie allo scavo e la bacia, ma quest'ultima rifiuta le sue avances, non volendo andare oltre dato lo stato di ebbrezza del collega che, allontanandosi imbarazzato, cade nello scavo e si ferisce.

### Seconda stagione
Ann rompe con Andy e, con l'approvazione di Leslie, inizia a vedersi con Mark. Viene rivelato che, nonostante Tom si atteggi a casanova, è in verità sposato con l'attraente chirurgo Wendy Haverford; questo matrimonio, tuttavia, è un'unione di convenienza -Wendy è infatti canadese- e non appena le è possibile farlo, lei decide di divorziare. Nel frattempo, Tammy 2, direttrice della Biblioteca di Pawnee e seconda ex-moglie di Ron, con il quale ha un rapporto di feroce odio, va a fargli visita e cerca di convincerlo con la seduzione a concederle il terreno su cui dovrà sorgere il nuovo parco per costruirvi una biblioteca, ma senza riuscirci. Alla fine la buca viene riempita e convertita in un'area multifunzionale. April inizia a sentirsi attratta da Andy, sebbene lui non abbia ancora superato la storia con Ann. E proprio quando Mark vuole proporre il matrimonio ad Ann, lei gli rivela di non essere innamorata di lui. I due si lasciano e Mark abbandona la carriera di funzionario pubblico per lavorare nel settore privato. Intanto un grave deficit nel budget porta in città due revisori dei conti da Indianapolis, Chris Traeger, ottimista e allegro, e Ben Wyatt, realista, con una certa tendenza verso il pessimismo, che prendono la drastica decisione di destituire a tempo indeterminato il governo di Pawnee, con orrore di Leslie e compiacimento di Ron. Il comportamento fortemente distaccato di Ben nei confronti del futuro dei suoi colleghi, a primo impatto porta Leslie a non sopportarlo. Nel frattempo Andy comincia a ricambiare i sentimenti di April, ma quest'ultima teme che sia ancora troppo legato ad Ann che, a causa del conflitto di emozioni dovuto alla rottura con Mark, lo bacia, provocando così la rabbia di April, che respinge Andy. La stagione termina con Tom che scopre con stupore che Ron sta uscendo con la sua ex moglie, Wendy.

### Terza stagione
Leslie decide di riportare in vita il vecchio Pawnee Harvest Festival, il successo o fallimento del quale determinerà il futuro del dipartimento. Dopo settimane di pianificazione il festival diventa un successo grazie agli sforzi di Leslie. In questo periodo collabora spalla a spalla con Ben, per il quale comincia a nutrire dei nuovi sentimenti, effettivamente ricambiati. Ann e Chris si frequentano brevemente, ma poi si lasciano quando quest'ultimo ritorna al suo vecchio lavoro a Indianapolis, sebbene poi torni come city manager, riportando a Pawnee anche Ben. Ingelosito dal fatto che Ron esca con Wendy, Tom frequenta brevemente Tammy 2 per ripicca, salvo poi riconciliarsi con Ron. Andy riesce a riconquistare April e i due iniziano a frequentarsi, per poi sposarsi dopo poche settimane con una cerimonia a sorpresa. Leslie e Ben iniziano a uscire insieme, ma in segreto, dato che Chris, loro superiore, ha una politica molto rigida in merito alle relazioni tra colleghi. A Leslie viene poi offerta la possibilità di correre per le elezioni, il sogno della sua vita, ma quando le viene chiesto se ci sono dei potenziali scandali nella sua vita, lei nega, negando implicitamente anche la sua relazione con Ben. Tom lascia il suo lavoro per fondare una società di eventi con Jean Ralphio, un suo amico. La stagione termina con un terrorizzato Ron che apprende che la sua prima ex moglie, Tammy 1, è in città per vederlo.

### Quarta stagione
La prima ex moglie di Ron, Tammy 1, esercita totale controllo su di lui, così Leslie decide di chiedere l'aiuto della madre di Ron, anche lei di nome Tammy, la quale risolve la situazione. Intanto Tom e Jean Ralphio chiedono l'aiuto di Ben per gestire finanziariamente la loro società; il fallimento sarà però inevitabile e Tom ritornerà al suo vecchio lavoro. Intanto Leslie e Ben, che hanno dovuto interrompere la loro relazione per evitare scandali, cercano di mantenere un rapporto di amicizia. L'attrazione comunque è troppo forte, e i due decidono di mettersi insieme una volta per tutte; Ben, per amor della fidanzata, sacrifica il proprio lavoro per evitare che Leslie perda il suo. Lo scandalo della relazione tra i due spinge i coordinatori ad abbandonare la gestione della campagna elettorale di Leslie; tuttavia, i colleghi di Leslie si prendono carico della campagna e lei può continuare a essere un candidato. Dopo un inizio disastroso, Ben accetta di diventare il manager della campagna elettorale. Intanto riappare Dave, ex fidanzato di Leslie, che tenta di riconquistare la sua vecchia fiamma senza riuscirci, assicurandole però il sostegno del dipartimento di polizia di Pawnee. Improvvisamente un nuovo candidato, Bobby Newport, lancia la sua campagna elettorale e con la sua ordinatrice della campagna elettorale, Jennifer Barkley, darà del filo da torcere al team Knope. Nel finale di stagione Jennifer offre a Ben un lavoro a Washington, dato il suo egregio lavoro con la campagna di Leslie, che egli accetta, e dopo un apparente vantaggio di Newport, Leslie vince le elezioni per il consiglio comunale.

### Quinta stagione
Leslie è diventata consigliere comunale e, nel corso del suo primo anno di mandato, affronta diversi problemi per far approvare delle proposte di legge per migliorare la città di Pawnee. Sulla sua strada si scontrerà spesso con il consigliere Jeremy Jamm con il quale spesso scenderà a patti per assicurarsi il suo voto. Ron intanto inizia a frequentare Diane, una donna madre di due figlie e vicepreside di una scuola della città. Ben, una volta terminata con successo la campagna elettorale del deputato Murray a Washington, fa ritorno a Pawnee, e rifiutando un'altra proposta lavorativa per la Florida, chiede a Leslie di sposarlo. Dopo il fallimento della 7/20 Entertainment con Jean Ralphio, Tom avvia un'altra attività che gli porterà un discreto successo, chiamata "Stile a Noleggio", grazie anche al sostegno economico dei suoi colleghi d'ufficio, uno su tutti Ron, che decide di finanziarlo. Leslie, coronando il suo sogno, organizza un gala di beneficenza per finanziare il Parco da costruire nei pressi di casa di Ann, su progetto di un architetto di Eagleton, e durante la cerimonia si sposa anticipatamente con Ben che intanto è diventato presidente della Fondazione di Beneficenza Sweetums. April propone di accorpare il dipartimento del Controllo Animali a quello dei Parchi Urbani e ne diviene vicedirettrice dopo aver lavorato come segretaria di Ben durante la gestione della campagna a Washington. Ann, invece, prende la decisione di diventare madre attraverso l'inseminazione artificiale e sceglie come padre Chris, tuttavia, il loro stretto contatto durante questa decisione, li porterà a tornare di nuovo insieme. Nel finale di stagione Jerry va in pensione, pur continuando a collaborare con il dipartimento dei Parchi, April annuncia la sua decisione di andare a studiare presso la scuola di veterinaria e Ron scopre che Diane è incinta.

### Sesta stagione
Il 9 maggio 2013 l'NBC rinnova Parks and Recreation per una sesta stagione. La stagione debutta il 26 settembre 2013 con un episodio di un'ora girato in parte a Londra. Il produttore esecutivo Mike Shur conferma che Rob Lowe e Rashida Jones lasceranno lo show a partire dal 13º episodio della stagione. Henry Winkler e Heidi Klum vengono annunciati come guest star della stagione. 
La stagione riprende con l'annuncio di Diane di essere incinta e la decisione della coppia di sposarsi. Leslie cerca di difendersi dalla campagna di revoca della sua carica di consigliere comunale, indetta dai suoi oppositori a causa dell'impopolarità di alcuni suoi decreti per migliorare la salute pubblica. La vicina città di Eagleton va in bancarotta e viene fusa con Pawnee, soprattutto per decisione di Leslie, nonostante tra le due città non scorra buon sangue. Anche a causa di ciò, perde le votazioni per la revoca. Tom vende Rent- A- Swag e ritorna a lavorare presso il dipartimento di Parchi. Ben viene licenziato da Sweetums e torna a lavorare a una società di revisione contabile locale dove è amato da tutti per il suo senso dell'umorismo, ma dopo essere stato scelto da Chris come prossimo city manager di Pawnee, si licenzia di nuovo. Chris e Ann, decidono di trasferirsi in Michigan, prima che nasca il bambino. Ron e Diane hanno il loro bambino, John Swanson, mentre a loro volta Leslie e Ben rivelano di aspettare tre gemelli. Infine, con un flashforward ambientato tre anni dopo, vediamo Leslie diventata Direttrice Regionale presso il Dipartimento Nazionale dei Parchi a Chicago, decidendo tuttavia di organizzare gli uffici al terzo piano del Municipio di Pawnee.

### Settima stagione
Il 19 marzo 2014 l'NBC rinnova Parks and Recreation per una settima ed ultima stagione composta da 13 episodi. Siamo nel 2017. April, Andy e Tarry (che tutti chiamano Larry) lavorano con Leslie mentre Ben è City manager. Insieme a Leslie ora è anche padre di tre gemelli. Tom, Donna e Ron sono invece imprenditori privati. Quest'ultimo ha avviato una ditta di costruzioni ed è acerrimo nemico di Leslie per un affare di circa due anni prima, il progetto Morning Star. Inoltre i due si contendono un terreno dei Newport, poiché la vedova della facoltosa famiglia vorrebbe venderlo alla società informatica Gryzzl, per la quale Ron dovrebbe avviare il progetto di un quartier generale. Dopo l'ennesimo scontro tra i due ex colleghi tutti gli altri li rinchiudono per una notte negli uffici del municipio, obbligandoli a confrontarsi (Leslie scopre la vera ragione dell'abbandono di Ron) e a far pace. Più tardi, i due collaborano quando si scopre che la Gryzzl sta invadendo la privacy dei cittadini di Pawnee e in particolare di John, il figlio di 4 anni di Ron. Lo scandalo scoppia e la Gryzzl, che ha ottenuto il terreno, è costretto a cederlo a Leslie in cambio di un altro lotto in una zona degradata dove costruire i propri uffici per ripulire la propria immagine. Più tardi Leslie e Ben ottengono entrambi prestigiosi incarichi a Washington e così si apprestano a lasciare la città. Anche April, stanca della sua routine, ottiene un nuovo lavoro nella capitale e Andy la appoggia, pur essendo costretto a chiudere il suo show per bambini alla tv di Pawnee. Donna si sposa con Joe e si trasferisce a Seattle mentre Tom riesce a riconquistare la sua ex Lucy, che lavora nei suoi ristoranti. Poco prima dell'addio al Dipartimento Parchi muore il sindaco di Pawnee e Ben nomina Jerry (che tutti chiamano di nuovo Garry grazie alla complicità di Donna) sindaco ad interim. Dopo due mesi l'uomo sarà eletto a sorpresa sindaco e rinnoverà più volte il suo mandato, fino alla sua morte del 2048 a 100 anni. Dopo alcuni anni a Washington Andy ed April decidono del tutto inaspettatamente di avere un bambino. Tom ha fatto del suo ennesimo fallimento un grande successo raccontando la sua esperienza in un best seller. Donna, in quanto agente immobiliare di successo, utilizza alcuni soldi per una fondazione a sostegno dell'istruzione, aiutando così il marito insegnante. Ben e Leslie hanno ricevuto entrambi la proposta di candidarsi a governatore dell'Indiana e non sanno chi dei due dovrà accettare. Durante una rimpatriata degli ex colleghi, con Craig di Eagleton a capo del dipartimento e Chris e Ann di nuovo a Pawnee, Ben annuncia a tutti che sarà Leslie a candidarsi perché in fondo è questa la scelta più giusta. Alla fine tutti si riuniscono per una foto ricordo.

## Episodi
Il 19 marzo 2014 la serie è stata rinnovata per una settima ed ultima stagione.
| Stagione         | Episodi | Prima TV USA | Prima TV Italia |
| ---------------- | ------- | ------------ | --------------- |
| Prima stagione   | 6       | 2009         | 2012            |
| Seconda stagione | 24      | 2009-2010    | 2012            |
| Terza stagione   | 16      | 2011         | 2012            |
| Quarta stagione  | 22      | 2011-2012    | 2012-2013       |
| Quinta stagione  | 22      | 2012-2013    | 2013            |
| Sesta stagione   | 22      | 2013-2014    | 2014            |
| Settima stagione | 13      | 2015         | 2015            |

## Personaggi e interpreti

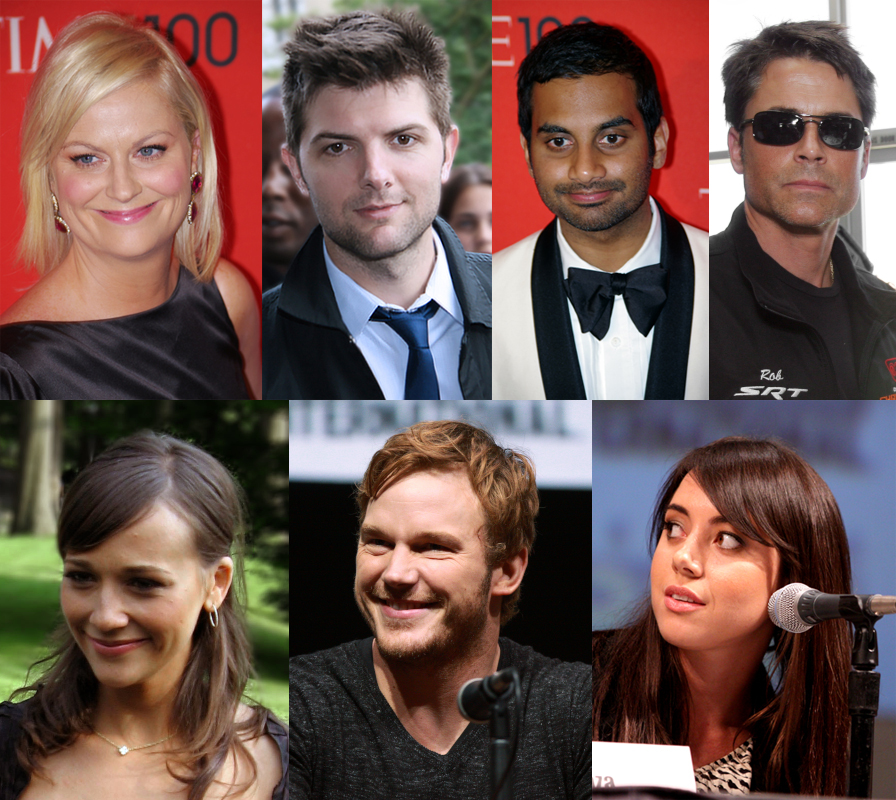
Parte del cast principale della serie.

- Leslie Knope (stagione 1-7), interpretata da Amy Poehler.
È la vicedirettrice del Dipartimento Parchi e Aree Ricreative; stakanovista e rigorosa, ha come ultimo scopo quello di diventare la prima Presidentessa degli Stati Uniti.
- Ann Perkins (stagione 1-6), interpretata da Rashida Jones.
È un'infermiera che lavora presso l'ospedale di Pawnee; diventa la migliore amica di Leslie quando questa si preoccupa di prendere in considerazione la sua richiesta di trasformare la buca situata davanti a casa sua in un parco comunale.
- Tom Haverford (stagione 1-7), interpretato da Aziz Ansari.
Subordinato di Leslie; preferisce applicarsi come imprenditore che lavorare per il Comune di Pawnee.
- Mark Brendanawicz (stagioni 1-2), interpretato da Paul Schneider.
Un pianificatore territoriale che col tempo ha perso fiducia nel sistema governativo.
- Ron Swanson (stagione 1-7), interpretato da Nick Offerman.
È il direttore del Dipartimento Parchi e Aree Ricreative. In quanto libertario tenta di rendere il Dipartimento meno efficace possibile.
- April Ludgate (stagione 1-7), interpretata da Aubrey Plaza.
Giovane assistente presso il Dipartimento, è cinica e apatica verso il mondo intero.
- Andy Dwyer (stagione 1-7), interpretato da Chris Pratt.
Ex-fidanzato di Ann, lavora al comune facendo i lavori più disparati, tra cui quello di lustrascarpe.
- Jerry Gergich (stagione 1-7), interpretato da Jim O'Heir.
Un dipendente del Comune, sposato ed equilibrato. Viene tuttavia maltrattato da tutti i colleghi, che lo conoscono poco e non sono interessati alla sua vita privata.
- Donna Meagle (stagione 1-7), interpretata da Retta.
Una dipendente del Dipartimento Parks and Recreation.
- Ben Wyatt (stagione 2-7), interpretato da Adam Scott.
Un competente agente governativo proveniente da Partridge, nel Minnesota.
- Chris Traeger (stagione 2-6), interpretato da Rob Lowe.
Un eccessivamente ottimista agente governativo; salutista e dedito allo sport.

## Riconoscimenti
- 2010 - Premio Emmy
  - Candidatura - Miglior attrice in una serie tv commedia a Amy Poehler
- 2011 - Premio Emmy
  - Candidatura - Miglior serie commedia
  - Candidatura - Miglior attrice in una serie tv commedia a Amy Poehler
  - Candidatura - Miglior missaggio audio per una serie drammatica o commedia (di mezz'ora) o d'animazione a Steve Morantz, John W. Cook II e Peter Nusbaum

- 2012 - Golden Globe
  - Candidatura - Miglior attrice in una serie commedia o musicale a Amy Poehler
- 2012 - Premio Emmy
  - Candidatura - Miglior attrice in una serie tv commedia a Amy Poehler
  - Candidatura - Miglior sceneggiatura per una serie tv commedia a Michael Schur per l'episodio Win, Lose or Draw
  - Candidatura - Miglior sceneggiatura per una serie tv commedia a Amy Poehler per l'episodio The Debate
  - Candidatura - Miglior missaggio audio per una serie drammatica o commedia (di mezz'ora) o d'animazione a Steve Morantz, John W. Cook II e Peter Nusbaum
- 2013 - Golden Globe
  - Candidatura - Miglior attrice in una serie commedia o musicale a Amy Poehler
- 2013 - Screen Actors Guild Award
  - Candidatura - Miglior attrice in una serie commedia a Amy Poehler
- 2013 - Premio Emmy
  - Candidatura - Miglior attrice in una serie tv commedia a Amy Poehler
  - Candidatura - Miglior missaggio audio per una serie drammatica o commedia (di mezz'ora) o d'animazione a Steve Morantz, John W. Cook II e Kenneth Kobett
- 2014 - Golden Globe
  - Miglior attrice in una serie commedia o musicale a Amy Poehler
  - Candidatura - Miglior serie commedia o musicale
- 2014 - Premio Emmy
  - Candidatura - Miglior attrice in una serie tv commedia a Amy Poehler
- 2015 - Screen Actors Guild Award
  - Candidatura - Miglior attrice in una serie commedia a Amy Poehler
- 2015 - Premio Emmy
  - Candidatura - Miglior serie commedia
  - Candidatura - Miglior attrice in una serie tv commedia a Amy Poehler
  - Candidatura - Miglior missaggio audio per una serie drammatica o commedia (di mezz'ora) o d'animazione a George Flores, John W. Cook II e William Freesh
- 2016 - Screen Actors Guild Award
  - Candidatura - Miglior attrice in una serie commedia a Amy Poehler